# Kalich
Kalich är en kulle i Tjeckien. Den ligger i den nordvästra delen av landet, 60 km norr om huvudstaden Prag. Toppen på Kalich är 535 meter över havet, eller 81 meter över den omgivande terrängen. Bredden vid basen är 0,99 km. Kalich ingår i České Středohoří.
Terrängen runt Kalich är huvudsakligen kuperad, men söderut är den platt.Runt Kalich är det ganska glesbefolkat, med 38 invånare per kvadratkilometer. Närmaste större samhälle är Ústí nad Labem, 13,7 km nordväst om Kalich. Trakten runt Kalich består till största delen av jordbruksmark.